# Frankenstein Girls Will Seem Strangely Sexy
Frankenstein Girls Will Seem Strangely Sexy è il secondo album in studio del gruppo musicale statunitense Mindless Self Indulgence, pubblicato nel 2000.

## Tracce
1. Backmask – 2:39
2. Bitches – 2:44
3. Boomin' – 1:23
4. Clarissa – 1:57
5. Cocaine and Toupees – 1:52
6. Dicks Are for My Friends – 1:15
7. F – 0:13
8. Faggot – 2:46
9. Futures – 1:27
10. Golden I – 2:07
11. Harry Truman – 1:39
12. Holy Shit – 1:45
13. I Hate Jimmy Page – 3:35
14. I'm Your Problem Now – 1:56
15. J – 0:24
16. Keepin' Up with the Kids – 1:45
17. Kick the Bucket – 1:45
18. Kill the Rock – 2:04
19. Last Time I Tried to Rock Your World – 1:47
20. London Bridge – 1:51
21. M – 0:14
22. Masturbates – 2:50
23. Planet of the Apes – 2:12
24. Played – 2:19
25. Ready for Love – 2:06
26. Royally Fucked – 1:52
27. Seven-Eleven – 1:33
28. Step Up, Ghettoblaster – 2:23
29. Whipstickagostop – 2:38
30. Z – 0:50

## Samples
Il brano Bitches contiene samples del brano Happy House di Siouxsie and the Banshees.

## Formazione
- Jimmy Urine – programmazione, voce
- Steve, Righ? – chitarra
- Vanessa Y.T. – basso
- Kitty – batteria